# Gran Premio de los Países Bajos de Motociclismo de 2015
El Gran Premio de los Países Bajos de Motociclismo de 2015 (oficialmente Motul TT Assen) fue la octava prueba del Campeonato del Mundo de Motociclismo de 2015. Tuvo lugar en el fin de semana del 25 al 27 de junio de 2015 en el Circuito de Assen, situado en la localidad de Assen, Países Bajos.
La carrera de MotoGP fue ganada por Valentino Rossi, seguido de Marc Márquez y Jorge Lorenzo. Johann Zarco fue el ganador de la prueba de Moto2, por delante de Esteve Rabat y Sam Lowes. La carrera de Moto3 fue ganada por Miguel Oliveira, Fabio Quartararo fue segundo y Danny Kent tercero.

## Resultados

### Resultados MotoGP
| Pos.    | N.º | Piloto           | Constructor    | Vueltas | Tiempo    | Parrilla | Puntos |
| ------- | --- | ---------------- | -------------- | ------- | --------- | -------- | ------ |
| 1       | 46  | Valentino Rossi  | Yamaha         | 26      | 40:54.037 | 1        | 25     |
| 2       | 93  | Marc Márquez     | Honda          | 26      | +1.242    | 3        | 20     |
| 3       | 99  | Jorge Lorenzo    | Yamaha         | 26      | +14.576   | 8        | 16     |
| 4       | 29  | Andrea Iannone   | Ducati         | 26      | +19.109   | 6        | 13     |
| 5       | 44  | Pol Espargaró    | Yamaha         | 26      | +24.268   | 5        | 11     |
| 6       | 35  | Cal Crutchlow    | Honda          | 26      | +24.373   | 7        | 10     |
| 7       | 38  | Bradley Smith    | Yamaha         | 26      | +24.442   | 12       | 9      |
| 8       | 26  | Dani Pedrosa     | Honda          | 26      | +24.656   | 4        | 8      |
| 9       | 41  | Aleix Espargaró  | Suzuki         | 26      | +26.725   | 2        | 7      |
| 10      | 25  | Maverick Viñales | Suzuki         | 26      | +27.238   | 9        | 6      |
| 11      | 9   | Danilo Petrucci  | Ducati         | 26      | +29.038   | 11       | 5      |
| 12      | 4   | Andrea Dovizioso | Ducati         | 26      | +29.418   | 10       | 4      |
| 13      | 45  | Scott Redding    | Honda          | 26      | +46.663   | 16       | 3      |
| 14      | 68  | Yonny Hernández  | Ducati         | 26      | +49.305   | 14       | 2      |
| 15      | 76  | Loris Baz        | Yamaha Forward | 26      | +52.396   | 15       | 1      |
| 16      | 69  | Nicky Hayden     | Honda          | 26      | +56.005   | 22       |        |
| 17      | 19  | Álvaro Bautista  | Aprilia        | 26      | +59.857   | 21       |        |
| 18      | 63  | Mike Di Meglio   | Ducati         | 26      | +1:14.513 | 18       |        |
| 19      | 33  | Marco Melandri   | Aprilia        | 25      | +1 vuelta | 24       |        |
| Ret     | 15  | Alex de Angelis  | ART            | 23      | Caída     | 23       |        |
| Ret     | 50  | Eugene Laverty   | Honda          | 15      | Caída     | 19       |        |
| Ret     | 6   | Stefan Bradl     | Yamaha Forward | 5       | Caída     | 13       |        |
| Ret     | 8   | Héctor Barberá   | Ducati         | 0       | Caída     | 17       |        |
| Ret     | 43  | Jack Miller      | Honda          | 0       | Caída     | 20       |        |
| Fuente: |     |                  |                |         |           |          |        |

### Resultados Moto2
El primer intento de correr la carrera se vio frustrado por una mancha de aceite en la curva 1 dejada por la moto rota de Luis Salom. Para la reanudación, la distancia de la carrera fue reducida de 24 a 16 vueltas.
| Pos.    | N.º | Piloto              | Constructor | Vueltas | Tiempo       | Parrilla | Puntos |
| ------- | --- | ------------------- | ----------- | ------- | ------------ | -------- | ------ |
| 1       | 5   | Johann Zarco        | Kalex       | 16      | 26:13.410    | 1        | 25     |
| 2       | 1   | Esteve Rabat        | Kalex       | 16      | +0.757       | 2        | 20     |
| 3       | 22  | Sam Lowes           | Speed Up    | 16      | +2.080       | 3        | 16     |
| 4       | 40  | Álex Rins           | Kalex       | 16      | +3.738       | 7        | 13     |
| 5       | 12  | Thomas Lüthi        | Kalex       | 16      | +4.530       | 8        | 11     |
| 6       | 19  | Xavier Siméon       | Kalex       | 16      | +5.045       | 6        | 10     |
| 7       | 94  | Jonas Folger        | Kalex       | 16      | +6.140       | 5        | 9      |
| 8       | 36  | Mika Kallio         | Kalex       | 16      | +8.105       | 15       | 8      |
| 9       | 73  | Álex Márquez        | Kalex       | 16      | +8.376       | 13       | 7      |
| 10      | 3   | Simone Corsi        | Kalex       | 16      | +9.670       | 4        | 6      |
| 11      | 60  | Julián Simón        | Speed Up    | 16      | +11.749      | 12       | 5      |
| 12      | 77  | Dominique Aegerter  | Kalex       | 16      | +17.537      | 16       | 4      |
| 13      | 30  | Takaaki Nakagami    | Kalex       | 16      | +18.104      | 10       | 3      |
| 14      | 4   | Randy Krummenacher  | Kalex       | 16      | +20.468      | 18       | 2      |
| 15      | 55  | Hafizh Syahrin      | Kalex       | 16      | +20.894      | 19       | 1      |
| 16      | 25  | Azlan Shah          | Kalex       | 16      | +22.405      | 24       |        |
| 17      | 11  | Sandro Cortese      | Kalex       | 16      | +22.930      | 14       |        |
| 18      | 23  | Marcel Schrötter    | Tech 3      | 16      | +25.663      | 17       |        |
| 19      | 21  | Franco Morbidelli   | Kalex       | 16      | +30.931      | 32       |        |
| 20      | 70  | Robin Mulhauser     | Kalex       | 16      | +35.014      | 26       |        |
| 21      | 2   | Jesko Raffin        | Kalex       | 16      | +35.289      | 29       |        |
| 22      | 49  | Axel Pons           | Kalex       | 16      | +44.794      | 11       |        |
| 23      | 10  | Thitipong Warokorn  | Kalex       | 16      | +47.633      | 30       |        |
| 24      | 15  | Ratthapark Wilairot | Suter       | 16      | +54.049      | 27       |        |
| 25      | 13  | Jasper Iwema        | Speed Up    | 16      | +1:10.079    | 31       |        |
| Ret     | 7   | Lorenzo Baldassarri | Kalex       | 11      | Caída        | 9        |        |
| Ret     | 95  | Anthony West        | Speed Up    | 11      | Caída        | 23       |        |
| Ret     | 96  | Louis Rossi         | Tech 3      | 9       | Caída        | 25       |        |
| Ret     | 88  | Ricard Cardús       | Tech 3      | 5       | Caída        | 22       |        |
| Ret     | 66  | Florian Alt         | Suter       | 0       | Caída        | 28       |        |
| DNS     | 39  | Luis Salom          | Kalex       | 0       | No participó | 21       |        |
| Fuente: |     |                     |             |         |              |          |        |

### Resultados Moto3
| Pos.    | N.º | Piloto                 | Constructor | Vueltas | Tiempo    | Parrilla | Puntos |
| ------- | --- | ---------------------- | ----------- | ------- | --------- | -------- | ------ |
| 1       | 44  | Miguel Oliveira        | KTM         | 22      | 37:54.427 | 6        | 25     |
| 2       | 20  | Fabio Quartararo       | Honda       | 22      | +0.066    | 7        | 20     |
| 3       | 52  | Danny Kent             | Honda       | 22      | +0.117    | 4        | 16     |
| 4       | 9   | Jorge Navarro          | Honda       | 22      | +0.179    | 2        | 13     |
| 5       | 5   | Romano Fenati          | KTM         | 22      | +0.252    | 8        | 11     |
| 6       | 33  | Enea Bastianini        | Honda       | 22      | +0.526    | 1        | 10     |
| 7       | 41  | Brad Binder            | KTM         | 22      | +0.540    | 11       | 9      |
| 8       | 98  | Karel Hanika           | KTM         | 22      | +21.406   | 3        | 8      |
| 9       | 23  | Niccolò Antonelli      | Honda       | 22      | +21.472   | 19       | 7      |
| 10      | 17  | John McPhee            | Honda       | 22      | +21.663   | 23       | 6      |
| 11      | 21  | Francesco Bagnaia      | Mahindra    | 22      | +21.693   | 10       | 5      |
| 12      | 16  | Andrea Migno           | KTM         | 22      | +21.723   | 17       | 4      |
| 13      | 11  | Livio Loi              | Honda       | 22      | +22.024   | 20       | 3      |
| 14      | 76  | Hiroki Ono             | Honda       | 22      | +22.204   | 22       | 2      |
| 15      | 65  | Philipp Öttl           | KTM         | 22      | +22.596   | 12       | 1      |
| 16      | 95  | Jules Danilo           | Honda       | 22      | +22.666   | 28       |        |
| 17      | 31  | Niklas Ajo             | KTM         | 22      | +25.494   | 16       |        |
| 18      | 88  | Jorge Martín           | Mahindra    | 22      | +27.271   | 15       |        |
| 19      | 40  | Darryn Binder          | Mahindra    | 22      | +27.386   | 24       |        |
| 20      | 84  | Jakub Kornfeil         | KTM         | 22      | +33.963   | 25       |        |
| 21      | 19  | Alessandro Tonucci     | Mahindra    | 22      | +34.768   | 26       |        |
| 22      | 29  | Stefano Manzi          | Mahindra    | 22      | +38.741   | 32       |        |
| 23      | 22  | Ana Carrasco           | KTM         | 22      | +51.803   | 33       |        |
| 24      | 12  | Matteo Ferrari         | Mahindra    | 22      | +52.214   | 34       |        |
| 25      | 91  | Gabriel Rodrigo        | KTM         | 22      | +53.616   | 27       |        |
| 26      | 2   | Remy Gardner           | Mahindra    | 22      | +1:38.917 | 31       |        |
| 27      | 25  | Jorel Boerboom         | Kalex KTM   | 21      | +1 vuelta | 35       |        |
| 28      | 86  | Kevin Hanus            | Honda       | 21      | +1 vuelta | 36       |        |
| Ret     | 55  | Andrea Locatelli       | Honda       | 21      | Caída     | 14       |        |
| Ret     | 6   | María Herrera          | Husqvarna   | 12      | Caída     | 13       |        |
| Ret     | 58  | Juan Francisco Guevara | Mahindra    | 12      | Retirado  | 18       |        |
| Ret     | 32  | Isaac Viñales          | Husqvarna   | 11      | Caída     | 5        |        |
| Ret     | 63  | Zulfahmi Khairuddin    | KTM         | 5       | Caída     | 30       |        |
| Ret     | 10  | Alexis Masbou          | Honda       | 5       | Retirado  | 21       |        |
| Ret     | 7   | Efrén Vázquez          | Honda       | 2       | Caída     | 9        |        |
| Ret     | 24  | Tatsuki Suzuki         | Mahindra    | 0       | Retirado  | 29       |        |
| Fuente: |     |                        |             |         |           |          |        |